# Simón Campusano
Simón Campusano (Santiago, 28 de abril de 1993) es un cantautor y músico chileno. Es reconocido por ser el vocalista y guitarrista de la banda chilena de indie rock Niños del Cerro. Además, ha desarrollado una carrera como solista, lanzando su álbum debut Brillo en 2019, que le valió el Premio Pulsar a Mejor Artista Revelación en 2020.

## Carrera musical

### Niños del Cerro
Simón Campusano fundó Niños del Cerro en 2012 junto al guitarrista Ignacio Castillo, mientras ambos eran estudiantes de enseñanza media en La Florida, Santiago. La formación se consolidó en 2014 con la incorporación de José Mazurett en la batería y Felipe Villarubia en el bajo. 
La banda lanzó su álbum debut, Nonato Coo, el 10 de noviembre de 2015, bajo el sello independiente Piloto. Este trabajo les valió el premio a Artista Revelación en los Premios Pulsar de 2016. 
En 2018, publicaron su segundo álbum, Lance, que marcó una evolución en su sonido hacia la neopsicodelia. Este disco consolidó a Niños del Cerro como una de las bandas más destacadas de la escena indie chilena. 
Su tercer álbum, Suave Pendiente, fue lanzado el 13 de octubre de 2022, continuando con su exploración musical y recibiendo elogios de la crítica especializada. 

### Carrera solista
Campusano comenzó a desarrollar su carrera solista en 2017, durante la producción de Lance. A los 24 años, empezó a componer canciones que no encajaban con la estética de Niños del Cerro, lo que lo llevó a explorar nuevos sonidos y estilos. 
En 2019, lanzó su álbum debut como solista, Brillo, producido junto a Martín Pérez Roa (Merci Merci). Este trabajo le otorgó el Premio Pulsar a Mejor Artista Revelación en 2020. 
El 2022 lanzó su álbum en vivo Sesiones 050: Simón Campusano con el sello Uva Robot, disco grabado en el sur de Chile donde reinterpreta algunos de sus éxitos. 
En 2023, presentó el EP Sobre habitar la Depresión Intermedia, en colaboración con el productor Yaima Cat. Un mes después, el dúo publicó Cinco relieves, un EP de lados B del lanzamiento anterior. 

### Otros proyectos
Campusano ha participado en la grabación y presentación en vivo con varios artistas. Entre lo más notable se encuentra la participación en la grabación y presentaciones en vivo de El día libre de Polux (2023) de Chini.png y múltiples colaboraciones con Diego Lorenzini. 
También ha sido mencionado como un promotor para bandas como Estoy Bien, Déjenme Dormir y Candelabro.

## Vida personal
Simón Campusano ingresó a la Universidad ARCIS para estudiar composición musical, para luego abandonar la carrera tras el cierre de la institución, con el fin de enforcarse en el proyecto musical con Niños del Cerro. 

## Discografía

### Solista

#### Álbumes de estudio
- Brillo (2019)

#### EPs
- Este debe Ser el Lugar (2020)
- Sobre habitar la depresión intermedia (2023)
- Cinco Relieves (2023)

#### Lanzamientos en vivo
- Sesiones 050: Simón Campusano (2022)

#### Singles
| Año  | Canción                          | Álbum/EP                              | Notas                                                          |
| ---- | -------------------------------- | ------------------------------------- | -------------------------------------------------------------- |
| 2018 | Serotonina                       |                                       | Junto con Diego Lorenizni.                                     |
| 2019 | Brillo                           | Brillo                                | Junto con Diego Lorenizni.                                     |
| 2019 | La Astuta Cordillera de la Costa | Brillo                                |                                                                |
| 2019 | Sobre el Parquet Infinito        | Brillo                                |                                                                |
| 2019 | Amigo Chincol                    | Brillo                                |                                                                |
| 2019 | Tres Veranos en un Año           | Brillo                                |                                                                |
| 2020 | Fuegos Artificiales              | Este debe Ser el Lugar                | Reversión de la canción Fireworks (2007) de Animal Collective. |
| 2023 | Nunca Estuvo en Ti el Litoral    | Sobre habitar la depresión intermedia |                                                                |
| 2025 | Diente de oro                    |                                       | Junto con Anyi y Yaima Cat.                                    |

#### Colaboraciones
| Año  | Canción                   | Artista         | Álbum/EP              | Notas                      |
| ---- | ------------------------- | --------------- | --------------------- | -------------------------- |
| 2019 | Estamos Fritos            | Diego Lorenzini | De Algo Hay Que Morir |                            |
| 2019 | La Ausencia               | Déjenme Dormir  | Mirador               |                            |
| 2020 | Mortal Combat             | Frucola Frappé  | Lo Peor del Siglo     | Junto con Diego Lorenzini. |
| 2023 | El Sonido De Las Campanas | Estoy Bien      | Apoyo Emocional       |                            |
| 2023 | Caer                      | Trasatlántica   | Todo va a estar bien  |                            |
| 2024 | Nariz                     | Nando García    | Decir Amor            |                            |
| 2024 | petalos                   | Yaima Cat       | LCQSQH                |                            |
| 2025 | Estoy Loco y no es por Ti | Diego Lorenzini |                       |                            |

### ConNiños del Cerro

#### Álbumes de estudio
- Nonato Coo (2015)
- Lance (2018)
- Suave Pendiente (2022)

#### EPs
- Cuahtémoc (2020)

#### Lanzamientos en vivo
- No Va a Pasar el Tiempo en Vano (2020)

## Premios y nominaciones
| Año  | Evento         | Categoría                | Resultado | Ref.   |
| ---- | -------------- | ------------------------ | --------- | ------ |
| 2020 | Premios Pulsar | Mejor Artista Revelación | Ganador   | [ 12 ] |